# Russell 2000
Russell 2000 (kontrakty CFD: US2000) – indeks giełdowy, w skład którego wchodzi około 2000 amerykańskich przedsiębiorstw o najmniejszej kapitalizacji spośród spółek będących częścią indeksu Russell 3000. Indeks jest prowadzony przez firmę Frank Russell Company, która jest spółką zależną firmy London Stock Exchange Group.
Indeks jest ważony kapitalizacją poszczególnych spółek. Został założony w 1984 roku. Jest punktem odniesienia dla wielu ETF-ów, które odzwierciedlają stopy zwrotu małych i średnich spółek na amerykańskiej giełdzie. Indeks jest co rok rekonstytuowany tak by odzwierciedlać zmiany w kapitalizacji przedsiębiorstw. Na koniec 2020 roku średnia kapitalizacja przedsiębiorstwa z indeksu wynosiła 3,3 mld dolarów.

## Przedsiębiorstwa
10 największych przedsiębiorstw wchodzących w skład indeksu na koniec 2020 roku:
- Penn National Gaming Inc(inne języki)
- Caesars Entertainment Inc
- Sunrun Inc(inne języki)
- Mirati Therapeutics Inc(inne języki)
- Darling Ingredients Inc(inne języki)
- Ultragenyx Pharma(inne języki)
- Deckers Outdoor Corp(inne języki)
- Ii Vi Inc(inne języki)
- Arrowhead Pharmaceutical(inne języki)[3].